# Чашково (Рыбинский район)
Чашково — деревня Арефинского сельского поселения Рыбинского района Ярославской области .
Деревня расположена на левом высоком и обрывистом берегу реки Ухра, ниже по течению и к северо-западу от центра сельского поселения села Арефино на расстоянии около 7 км (по прямой). Выше по течению на небольшом расстоянии от деревни в Ухру впадает левый приток Талица. От Чашково на север, северо-запад вниз по левому берегу Ухры идёт дорога, вдоль которой на расстоянии менее километра друг от друга и от берега Ухры стоят деревни Шатино, Новая Горка, Карелино.  В противоположном направлении, на юг от Чашково эта дорога пересекает речку Талица в деревне Субботино и далее поворачивает на восток к деревне Городишка. На противоположном правом берегу Ухры находятся земли Пошехонского района. Вдоль реки Ухра имеются сельскохозяйственные угодья, но далее в направлении к западу и югу-западу от Чашково расположен большой, частично заболоченный лес .
Село Чашково обозначено на плане Генерального межевания Рыбинского уезда 1792 года.
На 1 января 2007 года в деревне Чашково числилось 4 постоянных жителя . Почтовое отделение, расположенное в центре сельского поселения селе Арефино, обслуживает в деревне Чашково 19 домов .